# Hepatitis granulomatosa
L'hepatitis granulomatosa es caracteritza per la presència de granulomes al parènquima hepàtic.

## Causes
Moltes vegades, aquesta forma es presenta en el context d'una tuberculosi o d'una sarcoïdosi (en aquest cas, es pot presentar amb alteracions autoimmunitàries endocrines que compliquen molt el seu diagnòstic), o -ocasionalment- ser considerada idiopàtica. En alguns malalts amb hepatitis granulomatosa idiopàtica l'ús d'infliximab ha obtingut bons resultats. La febre Q tendeix sovint a presentar hepatitis de tipus granulomatós, segons sigui la via d'entrada del bacteri. També, en casos excepcionals, el seu origen pot ser una infecció per micobacteris no tuberculosos com ara Mycobacterium scrofulaceum, una febre de Malta, una coccidioidomicosi, una nocardiosi, una bartonel·losi o una leishmaniosi. La infecció disseminada per Histoplasma capsulatum pot manifestar-se ocasionalment com una hepatitis granulomatosa de difícil diagnosi etiològica sense una biòpsia de fetge i les oportunes tincions especials. S'han registrat casos d'hepatitis histoplasmòtica en individus amb alteracions immunitàries subsegüents a trasplantaments renals o hepàtics. Han estat descrites hepatitis granulomatoses subsegüents a la instil·lació intravesical de bacils de Calmette-Guérin en el context de tractaments contra el càncer de bufeta urinària superficial. Rares vegades, la prescripció perllongada d'al·lopurinol provoca aquest tipus d'hepatitis, particularment en subjectes amb gota que prenen dosis elevades del fàrmac sense un control mèdic rigorós. També és un efecte nociu inusual de l'albendazole.